# Diócesis de São Mateus
La diócesis de São Mateus (en latín: Dioecesis Sancti Matthaei y en portugués: Diocese de São Mateus) es una circunscripción eclesiástica de la Iglesia católica en Brasil. Se trata de una diócesis latina, sufragánea de la arquidiócesis de Vitória do Espírito Santo. Desde el 21 de octubre de 2015 su obispo es Paulo Bosi Dal'Bó.

## Territorio y organización
La diócesis tiene 15 503 km² y extiende su jurisdicción sobre los fieles católicos de rito latino residentes en 19 municipios del estado de Espírito Santo: São Mateus, Água Doce do Norte, Águia Branca, Alto Rio Novo, Barra de São Francisco, Boa Esperança, Conceição da Barra, Ecoporanga, Jaguaré, Mantenópolis, Montanha, Mucurici, Nova Venécia, Pedro Canário, Pinheiros, Ponto Belo, São Gabriel da Palha, Vila Pavão y Vila Valério.
La sede de la diócesis se encuentra en la ciudad de São Mateus, en donde se halla la Catedral de San Mateo.
En 2020 en la diócesis existían 26 parroquias agrupadas en 4 foranías: Baiana, Capixaba, Mineira y Praiana

## Historia
La diócesis fue erigida el 16 de febrero de 1958 con la bula Cum territorium del papa Pío XII, obteniendo el territorio de la diócesis de Espírito Santo, que al mismo tiempo fue elevada al rango de arquidiócesis metropolitana con el nombre de arquidiócesis de Vitória do Espírito Santo.
El 28 de noviembre de 1997, en virtud del decreto Quo aptius de la Congregación para los Obispos, adquirió parte del municipio de Vila Valério de la diócesis de Colatina.

## Estadísticas

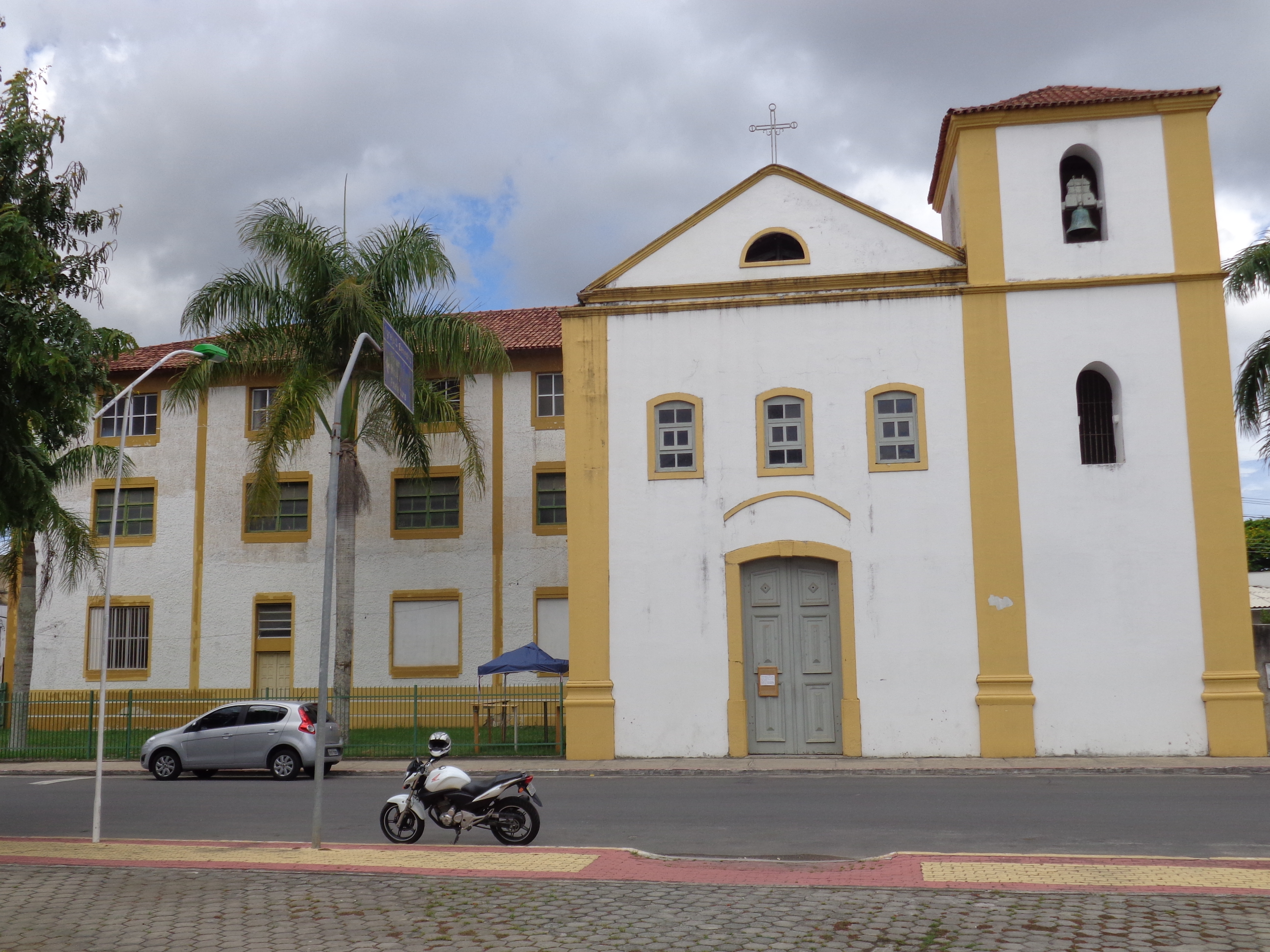
Nombre del archivo: Iglesia de San Benito en San Mateo JPG
Descripción La iglesia de San Benedito en San Mateo.
Licencia:CC BY-SA 4.0
Fecha:2015-03-01 13:18:33
Autor:Moeção
Categorías:Baroque churches in Brazil, Centro (São Mateus), Churches in São Mateus (Espírito Santo), Churches in the Roman Catholic Diocese of São Mateus, Saint Benedict the Moor churches in Brazil
Ver imagen en Wikimedia Commons

Según el Anuario Pontificio 2021 la diócesis tenía a fines de 2020 un total de 360 700 fieles bautizados.
| Año                                                                             | Población            | Población | Población      | Sacerdotes | Sacerdotes    | Sacerdotes    | Bautizados por sacerdote | Diáconos permanentes | Religiosos | Religiosos | Parroquias |
| Año                                                                             | Bautizados católicos | Total     | % de católicos | Total      | Clero secular | Clero regular | Bautizados por sacerdote | Diáconos permanentes | Varones    | Mujeres    | Parroquias |
| ------------------------------------------------------------------------------- | -------------------- | --------- | -------------- | ---------- | ------------- | ------------- | ------------------------ | -------------------- | ---------- | ---------- | ---------- |
| 1966                                                                            | 50 000               | 300 000   | 16.7           | 37         | 6             | 31            | 1351                     |                      | 6          | 29         | 12         |
| 1968                                                                            | 270 000              | 300 000   | 90.0           | 35         | 8             | 27            | 7714                     |                      | 34         | 35         | 14         |
| 1976                                                                            | 280 000              | 346 911   | 80.7           | 25         | 5             | 20            | 11 200                   |                      | 22         | 32         | 14         |
| 1980                                                                            | 332 000              | 356 000   | 93.3           | 22         | 4             | 18            | 15 090                   |                      | 19         | 35         | 13         |
| 1990                                                                            | 425 000              | 452 000   | 94.0           | 27         | 12            | 15            | 15 740                   |                      | 16         | 43         | 16         |
| 1999                                                                            | 308 000              | 408 000   | 75.5           | 30         | 16            | 14            | 10 266                   |                      | 14         | 45         | 16         |
| 2000                                                                            | 308 000              | 414 814   | 74.3           | 31         | 16            | 15            | 9935                     |                      | 15         | 46         | 18         |
| 2001                                                                            | 308 000              | 416 942   | 73.9           | 30         | 15            | 15            | 10 266                   |                      | 15         | 44         | 19         |
| 2002                                                                            | 296 843              | 389 589   | 76.2           | 32         | 16            | 16            | 9276                     |                      | 16         | 42         | 19         |
| 2003                                                                            | 300 555              | 424 312   | 70.8           | 33         | 16            | 17            | 9107                     |                      | 17         | 35         | 19         |
| 2004                                                                            | 304 426              | 428 339   | 71.1           | 33         | 16            | 17            | 9225                     |                      | 17         | 38         | 19         |
| 2010                                                                            | 328 000              | 459 000   | 71.5           | 39         | 24            | 15            | 8410                     |                      | 15         | 39         | 20         |
| 2014                                                                            | 350 120              | 500 172   | 70.0           | 41         | 32            | 9             | 8539                     |                      | 9          | 23         | 21         |
| 2017                                                                            | 360 225              | 514 606   | 70.0           | 45         | 36            | 9             | 8005                     |                      | 9          | 23         | 21         |
| 2020                                                                            | 360 700              | 515 267   | 70.0           | 41         | 35            | 6             | 8797                     |                      | 24         | 23         | 26         |
| Fuente: Catholic-Hierarchy, que a su vez toma los datos del Anuario Pontificio. |                      |           |                |            |               |               |                          |                      |            |            |            |

## Episcopologio
- José Maria Dalvit, M.C.C.I. † (9 de mayo de 1959-14 de mayo de 1970 renunció[nota 1])
- Aldo Gerna, M.C.C.I. (18 de mayo de 1971-3 de octubre de 2007 retirado)
- Zanoni Demettino Castro (3 de octubre de 2007-3 de diciembre de 2014 nombrado arzobispo coadjutor de Feira de Santana)
- Paulo Bosi Dal'Bó, desde el 21 de octubre de 2015